# Bergheim (Steinheim)
Bergheim ist ein Stadtteil von Steinheim im Kreis Höxter, Nordrhein-Westfalen, und zählt 1001 Einwohner (Stand 31. Dezember 2019). Bis zur Eingemeindung, die am 1. Januar 1970 in Kraft trat, war Bergheim eine selbstständige Gemeinde im Amt Steinheim.

## Geschichte

### Mittelalter und Frühe Neuzeit
Die erste sichere urkundliche Erwähnung Bergheims erfolgte 1031. Kaiser Konrad II. schenkte der Kirche zu Paderborn das Gut Sandebeck mit den zugehörigen Siedlungen, darunter auch Berchem. Bis 1350 lag die Gerichtsbarkeit bei den Grafen von Schwalenberg, nach dem Aussterben der Linie fiel sie an die Edelherren zur Lippe. Neben den bistümlichen Meierhöfen gab es in Bergheim auch noch den adeligen Rittersitz Heithof, der 1517 von Heinrich von Rengershausen erworben wurde, aber schon 1528 an die Herren von Oeynhausen zu Eichholz und Polhof übertragen wurde. Als diese keine erbberechtigten Nachkommen mehr hatten, fiel das Gut an den Bischof und wurde ebenfalls ein Meierhof. Im Jahr 1800 gab es einen schweren Brand, dem 29 Häuser, die Schule und die Kapelle zum Opfer fielen.

### 19. und 20. Jahrhundert
Im Jahr 1802 wurde das Hochstift Paderborn von Preußen in Besitz genommen; damit endete auch das kirchliche Obereigentum über Bergheim. Zu dieser Zeit gab es in Bergheim zwölf Meier, elf Halbmeier und 42 Kötter und Häusler. Von 1807 bis 1813 war Bergheim Teil des Königreichs Westphalen unter der Herrschaft von Jérôme Bonaparte und gehörte dort zum Kanton Steinheim im Distrikt Höxter des Departements der Fulda. Neben willkommenen Reformen brachte diese Zeit den Bürgern aber auch eine erhöhte Abgabenlast, die das Dorf verarmen ließ. Bergheim war ab Oktober 1813  wieder preußisch und wurde 1816 dem neuen Kreis Brakel zugeordnet, der 1832 in den Kreis Höxter eingegliedert wurde. Im Kreis Höxter gehörte Bergheim zum Amt Steinheim, das bis in die 1930er Jahre mit dem Amt Nieheim das Doppelamt Nieheim-Steinheim bildete.
Mit dem Bau der Bahnstrecke Hannover–Altenbeken (1868–1872) verlor Bergheim seine dörfliche Isolation.
Eine Volkszählung am 10. Oktober 1934 ermittelte eine Einwohnerzahl von 758, darunter 20 Protestanten und 6 Juden. Die letzten beiden Juden, die Witwe Paula Eisenstein (67 Jahre) und ihr Sohn Fritz Eisenstein (39 Jahre), wurden am 31. Juli 1942 nach Theresienstadt deportiert und später in Auschwitz ermordet.
Nach Ende des Zweiten Weltkriegs wuchs Bergheim durch die Aufnahme der Ostvertriebenen. Ab den 1950er Jahren entstanden verschiedene Gewerbebetriebe, erst in den Jahren von 1960 bis 1964 erhielt der Ort eine zentrale Wasserversorgung und ein Klärwerk. Am 1. Januar 1970 wurde Bergheim durch das Gesetz zur Neugliederung des Kreises Höxter in die Stadt Steinheim eingegliedert.

## Bauwerke
Von 1629 bis zum Brand im Jahr 1800 gab es in Bergheim eine Kapelle. Am selben Platz wurde um 1803 die Kirche St. Georg errichtet. Ein Grabkreuz aus Sandstein erinnert an den französischen Priester Johann Ludwig Poislasnes, der die Pfarrstelle bis zu seinem Tod im Jahr 1825 betreute und am Friedhof an der Kirche beigesetzt wurde. Die Kirche musste 1895 wegen Baufälligkeit abgebrochen werden. Die heutige Kirche St. Liborius entstand nach Plänen des Steinheimer Baumeisters Lakemeyer und des Paderborner Dombaumeisters Arnold Güldenpfennig. Sie wurde 1896 eingeweiht.
Auf dem Friedhof steht ein barocker Bildstock, der vermutlich vor 1700 entstand und als ältester in der Gegend gilt.

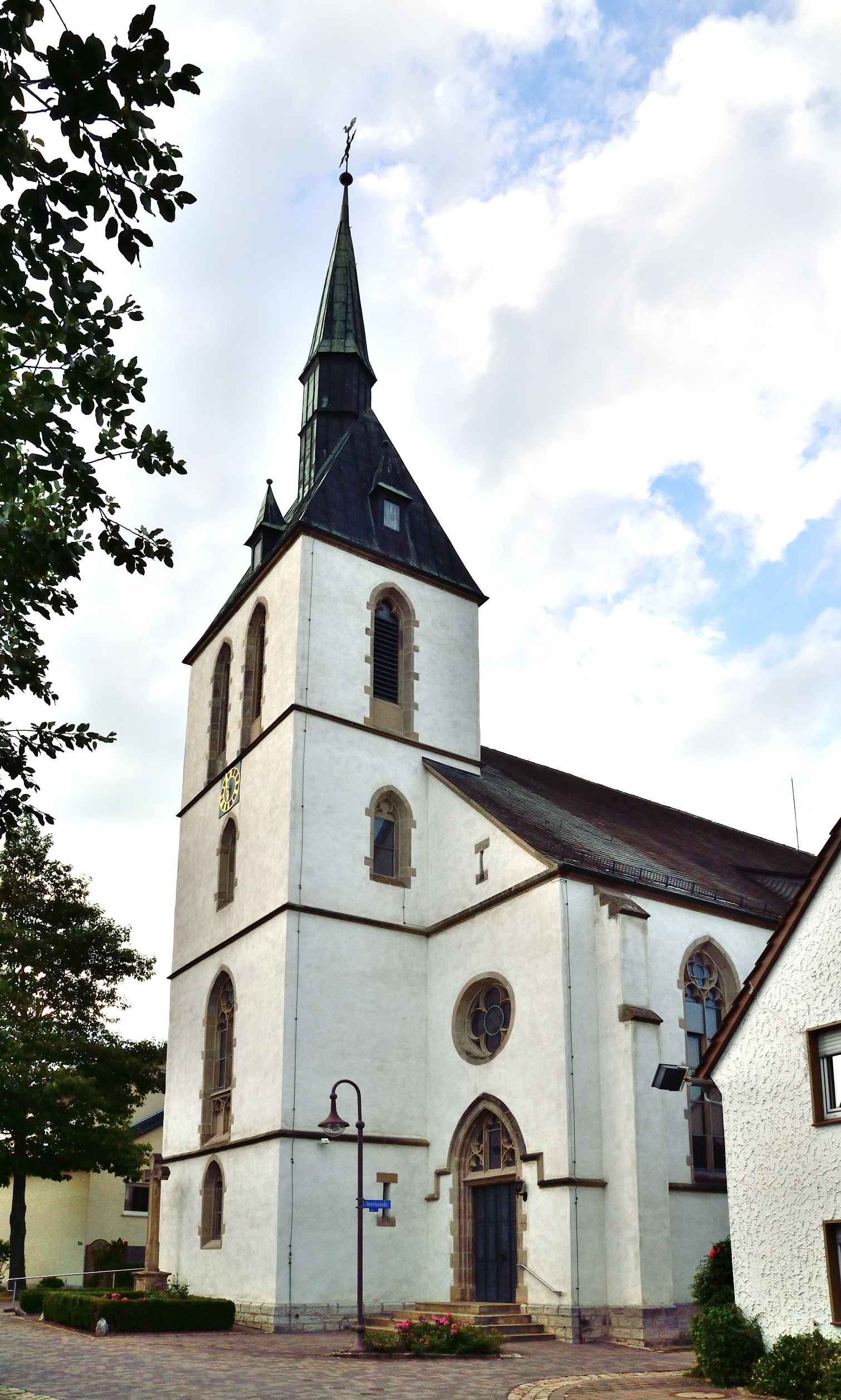
Pfarrkirche St. Liborius
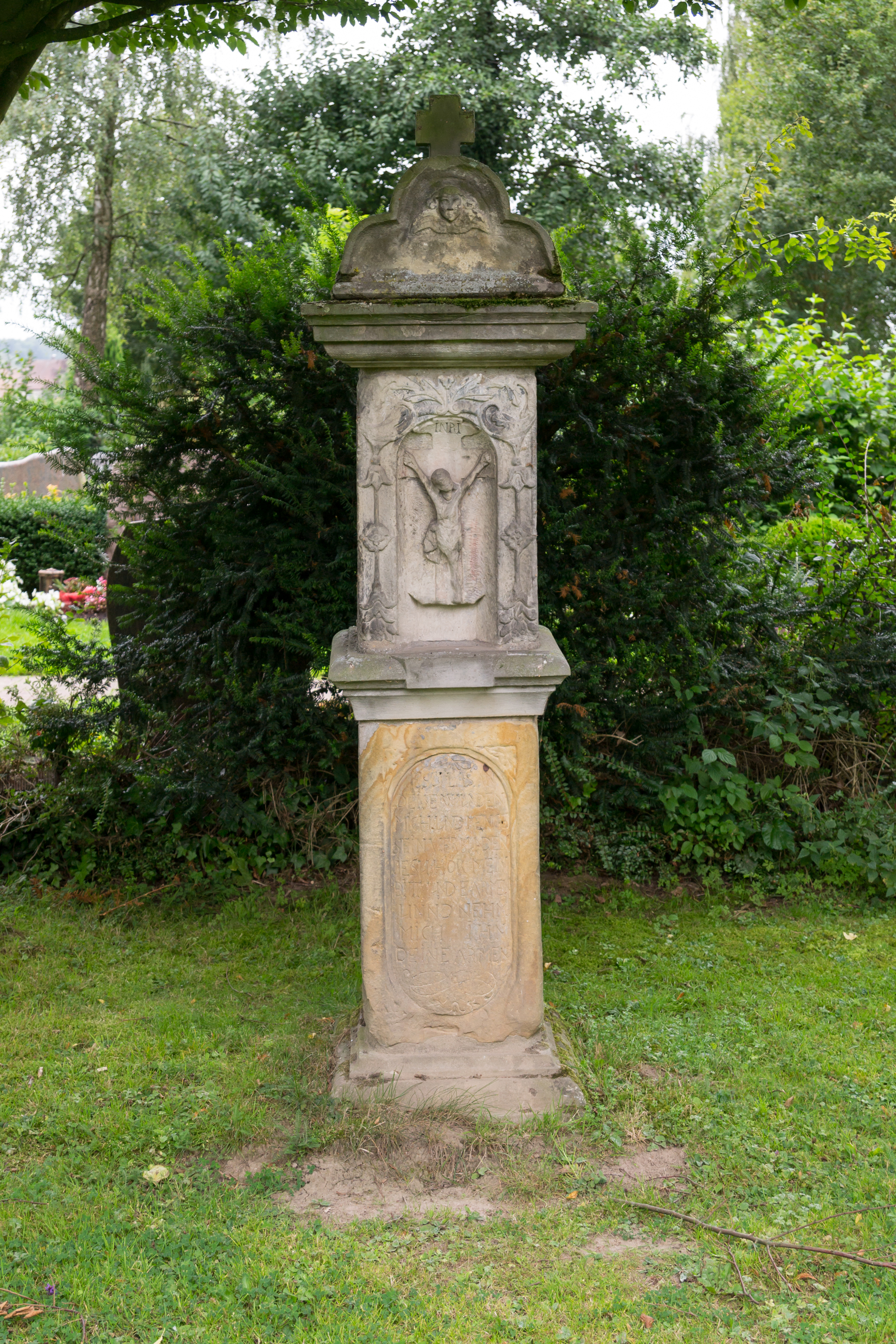
Bildstock auf dem Friedhof

## Persönlichkeiten
- Fritz Eisenstein (1903–1943), Kaufmann